# Ragazzi uniti 1
Ragazzi uniti 1 è un album discografico dei cantanti italiani Gianni Vezzosi e Salvo Alessi, pubblicato nel 1992 dalla BG Record.

## Tracce
Lato A
1. Ragazzi uniti – 3:32
2. 'A dolce vita – 2:46
3. Tu si' 'o fuoco – 4:23
4. Mia cara Napoli – 4:23
5. 'O bene mio – 4:19

Lato B
1. Nuie... cumpagni 'e via – 3:39
2. Lassame stà – 4:48
3. 'A stiratrice – 3:34
4. Desiderio – 3:53
5. Palermo è 'nu villino – 4:45